# Лорі-віні гендерсонський
Ло́рі-ві́ні гендерсонський (Vini stepheni) — вид папугоподібних птахів родини Psittaculidae. Ендемік острова Гендерсон в групі островів Піткерн.

## Опис
Довжина птаха становить 18-19 см, вага 42-55 г. Верхня частина тіла зелена, надхвістя і хвіст жовтуваті. Обличчя, горло, щоки і нижня частина тіла червоні, живіт і стегна пурпурові. На грудях зелена смуга. Очі жовті або оранжеві. дзьоб темно-оранжевий. У молодих птахів ниня частина тіла зелена, на горлі і животі пурпурові або червоні плями. Хвіст темно-зелений, очі карі, дзьоб коричневий.

## Поширення і екологія
Гендерсонські лорі-віні є ендеміками невеликого, безлюдного острова Гендерсон в групі островів Піткерн. Вони живуть у вологих рівнинних тропічнихт лісах, на узліссях та в пальмових гаях на пляжах. Живляться нектаром, пилком, квітками, плодами і личинками, віддають перевагу нектару Scaevola sericea і Timonius polygamus. Гніздяться в дуплах дерев.

## Збереження
МСОП класифікує цей вид як вразливий. За оцінками дослідників, популяція гендерсонських лорі-віні становить від 720 до 1820 птахів. Їм може загрожувати хижацтво з боку інтродукованих малих пацюків Rattus exulans, а також поява на острові інших інвазивних хижих видів.